# Mary Rand
Mary Denise Rand, de naixement Mary Bignal i també coneguda com a Mary Bignal-Rand, Mary Bignal-Toomey i Mary Bignal-Reese, (Wells, Regne Unit 1940) és una atleta anglesa, ja retirada, guanyadora de tres medalles olímpiques.

## Biografia
Va néixer el 10 de febrer de 1940 a la ciutat de Wells, població situada al comtat de Somerset (Anglaterra). Es casà, i posteriorment divorcià, del remer anglès Sidney Rand i de l'atleta i campió olímpic nord-americà Bill Toomey. Després d'adquirí la nacionalitat nord-americana (mantenint també la britànica), es casà amb John Reese.
L'any 1964 fou nomenada membre de l'Orde de l'Imperi Britànic.

## Carrera esportiva
Atleta multidisciplinari, va participar, als 20 anys, en els Jocs Olímpics d'Estiu de 1960 realitzats a Roma (Itàlia), on va aconseguir finalitzar quarta en la prova dels 80 metres tanques, guanyant així un diploma olímpic i novena en el salt de llargada. Així mateix participà en la prova de relleus 4x100 metres, si bé l'equip britànic no aconseguí finalitzar la final.
En els Jocs Olímpics d'Estiu de 1964 realitzats a Tòquio (Japó) va aconseguir guanyar tres medalles: la medalla d'or en el salt de llargada, establint un nou rècord del món amb un salt de 6.76 metres; la medalla de plata en la prova femenina de pentatló i la medalla de bronze en la prova de relleus 4x100 metres. En aquesta darrera categoria, les seves companyes d'equip van ser: Janet Simpson, Daphne Arden i Dorothy Hyman.
Al llarg de la seva carrera guanyà dues medalles en el Campionat d'Europa d'atletisme, totes elles de bronze, i dues medalles en els Jocs de la Commonwealth, una d'elles d'or.